# Alberto J. Oddera
Pour les articles homonymes, voir Oddera.
Alberto José Oddera, né le 14 novembre 1900 à Buenos Aires et mort en 1965, est un officier de marine argentin. 

## Biographie
Le Service hydrographique naval argentin organise en 1941-1942, une expédition en Antarctique. En janvier 1942, le transport de la marine argentine Primero de Mayo, alors commandé par le capitaine de frégate Alberto J. Oddera, quitte Buenos Aires avec pour mission d'étudier la côte ouest de la péninsule antarctique, en particulier la zone de l'archipel Melchior. Dans un premier temps l'expédition ne construit qu'un phare et une balise pour la navigation. Ce phare, dénommé Primero de Mayo, est classé comme monument historique de l'Antarctique. Oddera annexe le secteur compris entre le 60e parallèle, les méridiens 25° et 68° 34' W. Le 6 février 1942, Oddera atteint l'île de la Déception dont il prend officiellement possession le 8 février au nom du gouvernement argentin du secteur Antarctique, déposant le certificat dans un cylindre resté sur l'île. 
Oddera devient après la Seconde Guerre mondiale Attaché naval près l'Ambassade de la République Argentine à Londres.